# Taj Kob
Tajrus Rejmond Kob (18. decembar 1886 – 17. jul 1961), s nadimkom The Georgia Peach, bio je autfilder američke Glavne bejzbol lige (MLB). Rođen je u seoskom mestu Narous, Džordžija. Kob je proveo 22 sezone sa Detrojt tigersima, poslednjih šest kao igrač-menadžer ekipe, a karijeru je završio sa Filadelfijskim atleticima. Kob je 1936. dobio najviše glasova od svih igrača na inauguralnoj listi za Bejzbolsku dvoranu slavnih, dobivši 222 od mogućih 226 glasova (98,2%); nijedan drugi igrač nije dobio veći procenat glasova sve do Toma Sivera 1992. godine. Urednici Sportskih novosti su 1999. godine rangirali Taja Koba na treće mestu na listi „100 najboljih igrača bejzbola”.
Kob je zaslužan za postavljanje 90 MLB rekorda tokom svoje karijere. Njegov kombinovani total od 4.065 postignutih poena (nakon prilagođavanja za optrčavanja) i dalje je najviši rezultat koji je ikada proizveo bilo koji igrač glavne lige. On još uvek drži nekoliko rekorda, prema podacima sa kraja sezone 2019. godine, uključujući najviši prosek udaranja u karijeri (366 ili ,367, zavisno od izvora) i najviše udaračkih titula u karijeri sa 11 (ili 12, zavisno od izvora). On je zadržao mnoge druge rekorde skoro pola veka ili više, uključujući najviše hitova u karijeri do 1985. godine (4.189 ili 4.191, zavisno od izvora), najviše optrčavanja u karijeri (2.245 ili 2.246, zavisno od izvora) do 2001, najviše odigranih igara u karijeri (3.035) i nastupa palicom (11.429 ili 11.434, zavisno od izvora) do 1974. godine, i savremeni rekord za najviše preuzetih baza u karijeri (892) do 1977. On i dalje drži rekord karijere za preuzimanje doma (54 puta) i za preuzimanje druge baze, treće baze i doma zaredom (5 puta), i kao najmlađi igrač koji je ikada prikupio 4.000 pogodaka i postigao 2.000 trčanja. Kob je zauzeo peto mesto svih vremena po broju odigranih utakmica i počinio je 271 grešku, što je najviše od bilo kog napadača Američke lige (AL).
Kobova zaostavština, koja uključuje veliki fakultetski stipendijski fond za stanovnike Džordžije, koji se finansira iz njegovih ranih investicija u Koka-Kolu i Dženeral motors, donekle je zatamnjena optužbama za rasizam i nasilje, što uglavnom proizilazi iz nekoliko u znatnoj meri diskreditoranih biografija koje su objavljene nakon njegove smrti. Kobovu reputaciju nasilnog čoveka glorifikovao je njegov prvi biograf, sportski pisac Al Stamp, čije su priče o Kobu diskreditovane kao senzacionalizovane i uglavnom su se pokazale kao izmišljene. Iako je on bio poznat po često nasilnim sukobima, uključujući one s Afroamerikancima, Kobov stav o rasi pretrpeo je promenu nakon njegovog odlaska u penziju, i on je pozitivno govorio o crnim igračima koji su se pridružili Glavnim ligama.

## Literatura
- Alexander, Charles (1984). Ty Cobb. New York: Oxford University Press. ISBN 978-0-8032-6359-8.
- Bak, Richard (2005). Peach: Ty Cobb In His Time And Ours. Sports Media Group. ISBN 978-1-58726-257-9.
- Bak, Richard (1994). Ty Cobb: His Tumultuous Life and Times. Dallas, Texas: Taylor. ISBN 978-0-87833-848-1.
- Cobb, Ty; Stump, Al (1993). My Life in Baseball: The True Record (reprint изд.). Lincoln and London: University of Nebraska Press. ISBN 978-0-8032-6359-8.
- Cobb, William R. (2010), „The Georgia Peach: Stumped by the Storyteller”,  Ур.: Ken Fenster and Wynn Montgomery, The National Pastime: Baseball in the Peach State (PDF), Cleveland, Ohio: Society for American Baseball Research, ISBN 9781933599168
- Hornbaker, Tim (2015). War on the Basepaths: The Definitive Biography of Ty Cobb. New York: Sports Publishing. ISBN 978-1-613217-65-8.
- Kashatus, William (2002). Diamonds in the Coalfields: 21 Remarkable Baseball Players, Managers, and Umpires from Northeast Pennsylvania. Jefferson, North Carolina: McFarland & Company. ISBN 978-0-7864-1176-4.
- Leerhsen, Charles (2015). Ty Cobb: A Terrible Beauty. New York, N.Y.: Simon & Schuster. ISBN 978-1-451645-76-7.
- Pietrusza, David; Silverman, Matthew; Gershman, Michael (2000). Baseball: The Biographical Encyclopedia. Total/Sports Illustrated. Taylor. ISBN 978-1-892129-34-5.
- Stanton, Tom (2007). Ty and The Babe. New York: Thomas Dunne Books. ISBN 978-0-312-36159-4. (Nominee for the 2007 CASEY Award. See The Casey Award; Ron Kaplan's Baseball Bookshelf.)
- Stump, Al (1994). Cobb: A Biography. Chapel Hill, North Carolina: Algonquin Books of Chapel Hill. ISBN 978-0-945575-64-1.
- Tripp, Steven Elliott (2016). Ty Cobb, Baseball, and American Manhood. Lanham, Md.: Rowman & Littlefield. стр. 256. ISBN 978-1-44-225191-5.
- Cobb, Herschel (2013). Heart of a Tiger: Growing Up with My Grandfather, Ty Cobb. Toronto: ECW Press. ISBN 978-1-77-041130-2.

## Spoljašnje veze
- Cobb na sajtu  (jezik: engleski)